# The Psyke Project
The Psyke Project var et dansk band, som blev dannet i 1999 i Helsinge. 
De spillede hardcore med inspiration af metal, post-hardcore og punk. 

## Karriere
Bandet blev dannet i 1999.
Bandet har optrådt på Roskilde Festival i 2003, 2007 og 2014 samt metalfestivalen Copenhell i år 2010 og 2014.
I oktober 2014 holdt The Psyke Project deres sidste koncert, da bandet valgte "at stoppe mens vi er på toppen, med fred i sindet, og oprigtig kærlighed til musikken". De holdt farvelkoncert i Pumpehuset den 3. oktober 2014. Knap 600 personer overværede koncerten, som blev tildelt seks ud af seks stjerner af både gfrock.dk og Politiken.
Bandet vil blive genforenet for en koncert på Copenhell 2019.

## Medlemmer
- Martin – Vokal
- Rasmus – Trommer
- Mikkel – Guitar
- Christian – Guitar
- Jeppe – Bass

## Diskografi
- Everything is fine (demo) (2001)
- You're so beutiful (demo) (2002)
- Samara (2003)
- Daikini (2005)
- Apnea (2007)
- Dead Storm (2009)
- Guillotine (2013)